# أباريمون

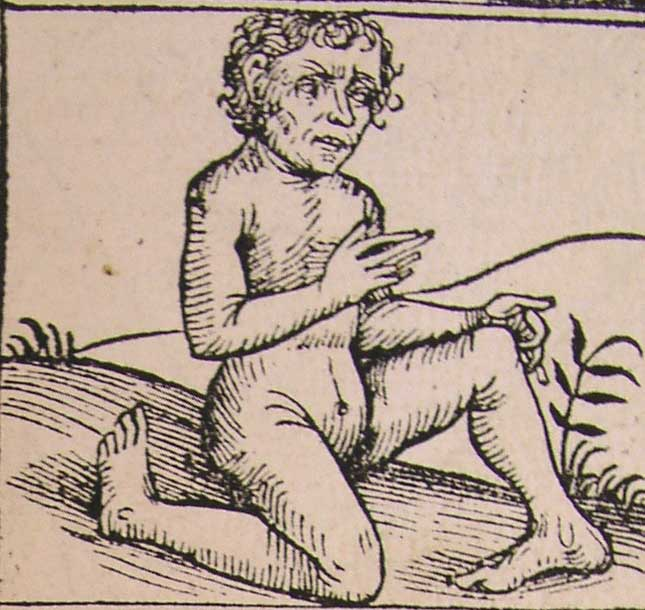
نقش خشبي من هارتمان شيدل: نورمبرغ كرونيكل، 1493.

أباريمون (بالإنجليزية: Abarimon)‏ يقال في الهند عن الأباريمون إنه شعب له أقدام مفتولة إلى الخلف. وقد يظن المرء أنهم لا يستطيعون الالتفاف والسرعة، ولكن هناك رواية تقول إنهم أسرع الراكضين، بحيث لا يستطيع أن يجاريهم أحد. ولقد عاشوا جنبًا إلى جنب مع الحيوانات البرية، وقد فشلت محاولات القبض عليهم؛ لأنهم كانوا متوحشين للغاية.

## روابط خارجية
- http://www.lizaphoenix.com/encyclopedia/abarimon.shtml The Phoenixian Book of Creatures